# 桑沢洋子

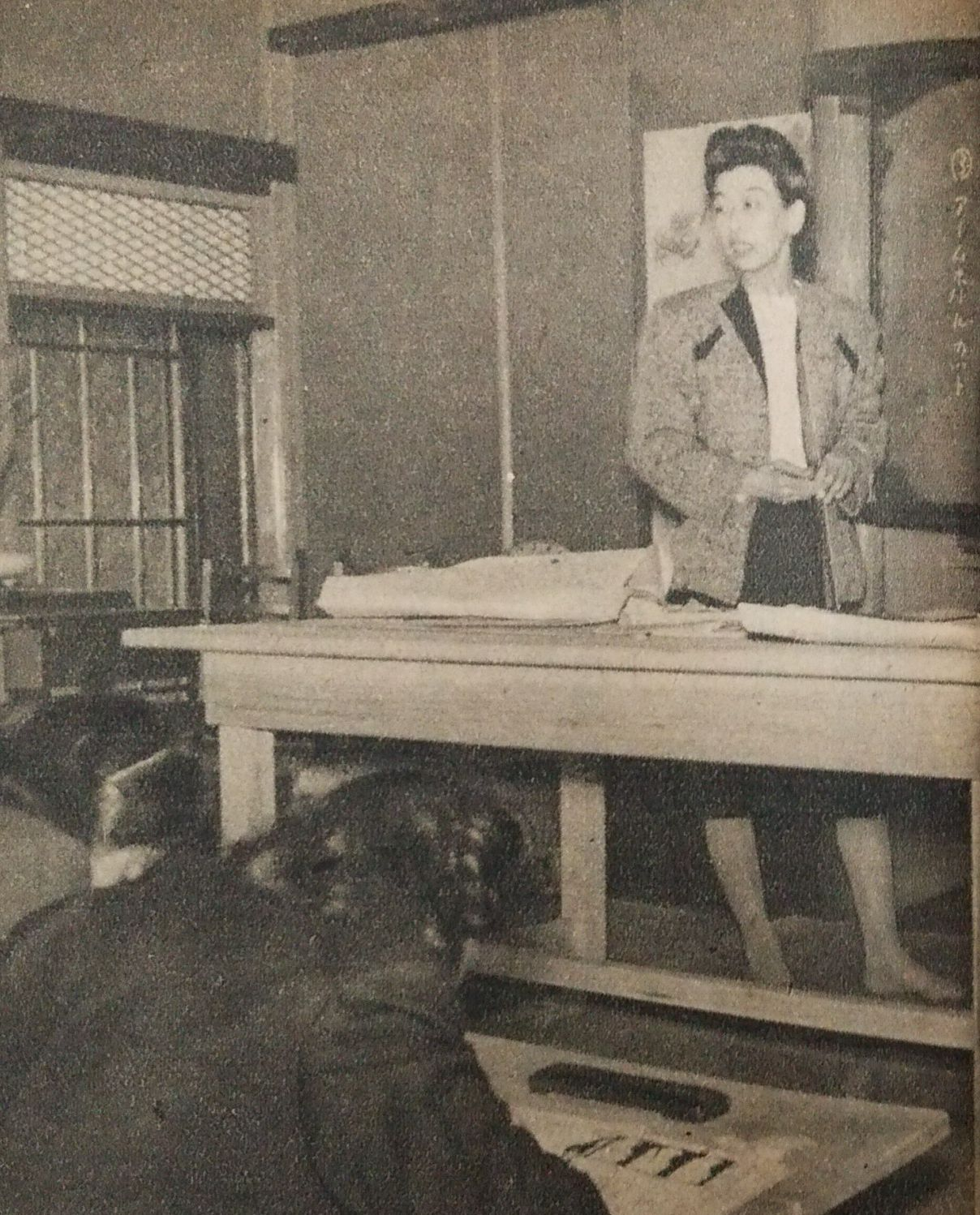
1948年

桑沢 洋子（くわさわ ようこ、1910年11月7日 - 1977年4月12日）は、20世紀の昭和時代に活動した日本のファッションデザイナー。桑沢デザイン研究所および東京造形大学の創立者で、服飾から生活全般にわたる分野において「産業デザイン」を提唱した。桑澤洋子と表記されることもある。

## 来歴
東京市神田区東紺屋町（現在の東京都千代田区）に出生。1928年に女子美術学校（現在の女子美術大学）師範科西洋部へ入学、1932年に卒業。1933年に新建築工芸学院へ入学しバウハウスの思想に触れた。写真家の田村茂と1934年に結婚するも、1951年に離婚。
新建築工芸学院の川喜田煉七郎に紹介され東京社の編集に携わる。1937年に婦人画報社（現在のハースト婦人画報社）の前身にあたる東京社へ入社。雑誌社でジャーナリズムに触れ女性の社会進出、職業婦人が活躍する将来に向け衣服による生活改善、勤め先に着ていける服装の制作を提唱した。
1941年に服飾デザイナー伊東茂平のもとで洋裁技術を修行。翌1942年に東京社を退職し桑沢服飾工房を設立。服飾デザイナーとして活動を始める。
1945年、婦人画報誌などで服飾デザインについての執筆を開始。1948年に服飾デザイナーの職能団体「日本デザイナークラブ」の結成にメンバーの一員として参加する。多摩川洋裁学院長、女子美術短期大学（現在の女子美術大学短期大学部）講師を兼任。ファッションデザイナーとして産業的、機能的デザインを提唱した。
美術教育機関を設立することで服飾に関する相談や対応、デザイン全般の基礎教育、職能教育の具体的な提案ができると考え、1954年桑沢デザイン研究所を東京・青山に設立（同研究所は1958年に東京・渋谷へ移転）。ファッションデザイナーとして企業ユニフォームや学制服など多くを手がけた。
1966年、より高度な美術・デザイン教育機関として東京造形大学を東京・八王子に設立し学長に就任。東京造形大学設立時の教員には勝見勝、佐藤忠良、勝井三雄、竹谷富士雄などが集まった。東京造形大学学長、同大学理事長を歴任。バウハウスの理念を実践しデザイン史に広く功績を残した。1973年に藍綬褒章を授与。

## 主な著作
- 服装-色彩を中心として（朝日新聞社 1954年）
- 現代のアクセサリー（河出書房 1956年）
- ふだん着のデザイナー（ほるぷ総連合 1980年）
- 基礎教育のための衣服のデザインと技術（家政教育者 1966年）
- 桑沢洋子の服飾デザイン（婦人画報社 1977年）
- ふだん着のデザイナー（桑沢学園 2004年）